# Triumph 1300
Triumph 1300 – kompaktowy samochód osobowy produkowany przez brytyjską firmę Triumph Motor Company w latach 1965-1970. Dostępny jako 4-drzwiowy sedan. Następca modelu Herald. Do napędu używano silnika R4 o pojemności 1,3 litra. Moc przenoszona była na oś przednią poprzez 4-biegową manualną skrzynię biegów. Samochód został zastąpiony przez model 1500.

## Dane techniczne

### Silnik
- R4 1,3 l (1296 cm³), 2 zawory na cylinder, OHV
- Układ zasilania: gaźnik
- Średnica × skok tłoka: 73,70 mm × 76,00 mm
- Stopień sprężania: 8,5:1
- Moc maksymalna: 62 KM (45,5 kW) przy 5000 obr./min
- Maksymalny moment obrotowy: 99 N•m przy 3000 obr./min